# Microcyba angulata
Microcyba angulata là một loài nhện trong họ Linyphiidae.
Loài này thuộc chi Microcyba. Microcyba angulata được Herman Theodor Holm miêu tả năm 1962.